# سحابی دمبل کوچک
سحابی دمبل کوچک(به انگلیسی: Little Dumbbell Nebula) یا مسیه ۷۶ یا ان‌جی‌سی ۶۵۰ یک سحابی سیاره نما است که در صورت فلکی برساووش قرار دارد. این سحابی توسط پیر مشن و در سال ۱۷۸۰ کشف و در فهرست مسیه قرار گرفت و در سال ۱۹۱۸ هربر دورت کورتیس آن را به عنوان یک سحابی سیاره نما اعلام کرد.